# Liste der politischen Parteien in der Ukraine
Folgende politische Parteien finden sich in der Ukraine:

## Parlamentarische Parteien und Parteibündnisse (Blöcke)
- Diener des Volkes (Sluha narodu)
- Partei der Regionen (Partija regioniv, PR)
- Allukrainische Vereinigung „Vaterland“ (als Parteienbündnisblock)
- Ukrainische demokratische Allianz für Reformen (Український Демократичний Альянс за Реформи, UDAR)
- Allukrainische Vereinigung „Swoboda“
- Geeinte Mitte (Jedeniy Zentr)
- Volkspartei (Narodna partija)
- Radikale Partei

## Wichtige außerparlamentarische Parteien
- Ukraine - Vorwärts! ("Україна вперед!")
- Vereinte Sozialdemokratische Partei der Ukraine (Social-demokratyčna partija Ukrajiny (objednana), SPDU(o))
- Sozialistische Partei der Ukraine (Socialistyčna partija Ukraïny, SPU)
- Unsere Ukraine – Nationale Selbstverteidigung (Block Naša Ukraïna – Narodna samooborona, NU-NS)
- Block Julija Tymoschenkos (Blok Juliï Tymošenko, BJuT)
- Nationales Korps (Національний корпус|Natsionalnyi korpus)
- Prawyj Sektor
- Samopomitsch

## Historische Parteien
- Revolutionäre Ukrainische Partei (Revolucijna ukrajinśka partija, RUP), 1900–1905
- Ukrainische Sozialistische Partei (Ukrajinśka socialistyčna partija, USP), 1900–
- Ukrainische Volkspartei (Ukrajinśka narodna partija, UNP) 1902-
- Ukrainische Sozialdemokratische Arbeiterpartei (Ukrajinśka socialno-demokratyčna robitnyča partija, USDRP), 1905–
- Sozialdemokratische Partei der Ukraine (1991–1996)
- Partei der Menschenrechte (1991–1996)
- Ukrainische Partei der Demokratischen Radikalen (UDRP), Endphase der UdSSR
- Ukrainische Partei der Sozialistischen Föderalisten (UPSF), vor dem Ersten Weltkrieg
- Ukrainische Nationaldemokratische Partei (UNDP), vor dem Ersten Weltkrieg
- Demokratische Partei der Ukraine, späte 1980er und frühe 1990er Jahre
- Ukrainische Nationale Partei, frühe 1990er Jahre
- Liberal-Demokratische Partei, frühe 1990er Jahre
- Partei der Demokratischen Wiedergeburt, frühe 1990er Jahre
- Lytwyn-Block (Blok Lytvyna)

## Übersicht der Parteien
*) = Mitgliedspartei des Blocks Julia Timoschenko

 **) = Mitgliedspartei des Blocks Unsere Ukraine

 ***) = Mitgliedspartei des Blocks Lytwyn
| Deutsch                                                                          | Name                                        | Gründung / Bestehen    | Lager                                            | Vertreter                                         | Weblink               |
| -------------------------------------------------------------------------------- | ------------------------------------------- | ---------------------- | ------------------------------------------------ | ------------------------------------------------- | --------------------- |
| Volksunion „Unsere Ukraine“ **)                                                  | Наша Україна                                | 2001 bis heute         | konservativ                                      | Petro Poroschenko, Oxana Bilosir, Wiktor Pynsenyk | razom.org.ua          |
| Partei der Regionen                                                              | Partija regioniw                            | 2001 bis 2020          | links, föderalistisch                            | Borys Kolesnikow                                  | partyofregions.org.ua |
| Sozialistische Partei der Ukraine (SPU)                                          | Socialistyčna Partija Ukraijiny             | 1991 bis 2022 (Verbot) | links                                            | Jurij Luzenko                                     | spu.in.ua             |
| Ukrainische Sozialdemokratische Partei *) (USDP)                                 | Ukrajinska Sozial-Demokratytschna Partija   | 1998 bis 2012          | sozialdemokratisch                               | Jewhen Kornijtschuk                               | usdp.kiev.ua          |
| Arbeitspartei der Ukraine ***) (TPU)                                             | Trudowa Partija Ukrajiny                    | 1999 bis 2012          | sozialdemokratisch                               |                                                   | tpu.org.ua            |
| Allukrainische Union Vaterland *)                                                | Batkiwschtschyna                            | 1999 bis heute         | liberal                                          | Julija Tymoschenko                                | en                    |
| Partei Reformen und Ordnung *)                                                   | Реформи і порядок                           | 2002 bis heute         | rechtsliberal                                    | Wiktor Pynsenyk                                   | –                     |
| Partei der Grünen (PZU)                                                          | Partija Zelenych Ukrajiny                   | 1990 bis heute         | ökologisch-alternativ                            | –                                                 | en                    |
| Ukrainische Christlich-demokratische Union **)                                   | Християнсько-демократичний союз             | 1989 bis heute         | christlich-konservativ                           | –                                                 | hds.org.ua            |
| Kongress Ukrainischer Nationalisten **)                                          | Kongres Ukrajinskych Nazionalistiw          | 1992 bis heute         | nationalistisch-konservativ                      | –                                                 | cun.org.ua            |
| Ukrainische Republikanische Partei "Versammlung" **)                             | Ukrajinska Respublikanska Partija "Sobor"   | 1990 bis heute         | rechts                                           | –                                                 | –                     |
| Pora! – Es ist Zeit! **)                                                         | Пора!                                       | 2003 bis heute         | liberal-konservativ                              | –                                                 | pora.org.ua           |
| Vereinte Sozialdemokratische Partei der Ukraine                                  | –                                           | 1990 bis 2013          | sozialdemokratisch                               | –                                                 | –                     |
| Volkspartei ***)                                                                 | Narodna Partija                             | 1990 bis heute         | zentristisch, ländlich                           | Wolodymyr Lytwyn                                  | narodna.org.ua        |
| Ukrainische Volkspartei **)                                                      | Ukrajinska Narodna Partija                  |                        | konservativ                                      |                                                   |                       |
| Nationale Selbstverteidigung **)                                                 | Narodna samooborona                         | 2006 bis heute         |                                                  | Jurij Luzenko                                     | nso.org.ua            |
| Partei der Industriellen und Unternehmer der Ukraine (PPPU)                      | –                                           | –                      | liberal                                          | Anatolij Kinach                                   | –                     |
| Kommunistische Partei der Ukraine                                                | Комуністична партія України                 | 1918 bis 2015 (Verbot) | kommunistisch                                    | –                                                 | kpu.kiev.ua           |
| Ukrainische demokratische Allianz für Reformen                                   | Український демократичний альянс за реформи | 24. April 2010         |                                                  | Vitali Klitschko                                  | udar.volyn.ua         |
| Progressive Sozialistische Partei der Ukraine (PSPU)                             | Прогресивна соціалістична партія України    | 1996 bis 2022 (Verbot) | links                                            | Natalija Witrenko                                 | vitrenko.org          |
| Bürgerliche Position                                                             | Hromadjanska posyzija                       | 2005 bis heute         | proeuropäisch                                    | Anatolij Hryzenko                                 | grytsenko.com.ua      |
| Volksfront (Ukraine)                                                             | Narodnyj front                              | 2014 bis heute         | liberal, konservativ, national, pro-europäisch   | Arsenij Jazenjuk                                  | nfront.org.ua         |
| Block Petro Poroschenko                                                          | Blok Petra Poroschenka                      | 2014 bis heute         | Mitte-rechts, pro-europäisch, christlich-liberal | Jurij Luzenko                                     | solydarnist.org       |
| Oppositionsplattform - Für das Leben (vormals "All-ukrainische Union «Zentrum»") |                                             | 1999 bis 2022 (Verbot) | sozialkonservativ, Russland-freundlich           | Wiktor Medwedtschuk                               |                       |
| Oppositionsblock                                                                 |                                             | 2014 bis 2022 (Verbot) | regionalistisch                                  | Jewhenij Murajew                                  |                       |